# 平成12年台風第14号
平成12年台風第14号（へいせい12ねんたいふうだい14ごう、アジア名：サオマイ/Saomai）は、2000年（平成12年）9月に九州に接近したのち朝鮮半島に上陸し、西日本から東海地方に被害をもたらした台風である。激甚災害に指定された。

## 概要

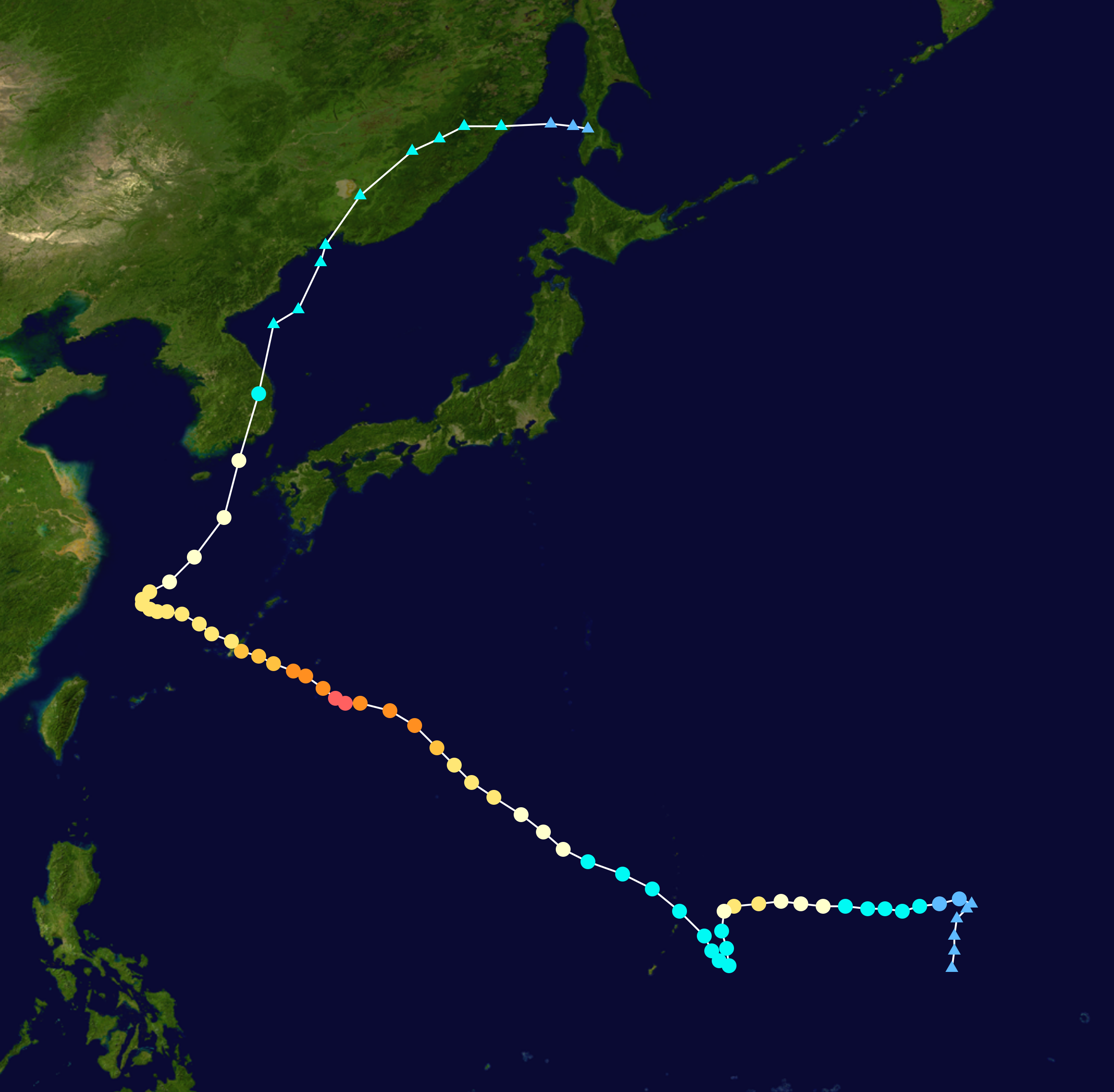
進路図

9月2日にマリアナ諸島近海で発生した台風14号は西に進み、12日19時過ぎに沖縄本島を通過した。その後、東シナ海を北東進し、16日15時に朝鮮半島北東岸で温帯低気圧に変わった。
一方で、7日頃から本州付近には前線が停滞しており、11日から12日にかけて、前線に向かって台風14号の東側を回る暖湿気流が流れ込んだため、前線の活動が活発化し、愛知・三重・岐阜県の東海地方を中心に記録的な豪雨となった。名古屋では11日の日降水量が、平年の9月の月降水量の約2倍となる428mmに達し、2日間の合計降水量は567mmとなった。また大雨は静岡県・山梨県にも及び、これらの広い地域で2日間の合計降水量が200～400mmとなったところもあった。期間降水量は、三重県宮川村で1,090mmに達したほか、四国から東海地方にかけて800～1,000mmとなった。また、沖縄県那覇市では、最大潮位偏差56cmを観測し、当時としては観測史上最大の記録となった。
この台風の影響で発生した豪雨による災害は「東海豪雨」と呼ばれるようになり、後に激甚災害にも指定された。

## 被害
| 韓国の蔚珍郡における台風の被害 |  | 韓国の蔚珍郡における台風の被害 |  | 韓国の蔚珍郡における台風の被害 |
| 韓国の蔚珍郡における台風の被害 |  |                                |  |                                |

この台風による災害で、日本では死者10人・行方不明者2人・負傷者118人の人的被害が確認されたほか、住家全壊30棟・半壊176棟・一部損壊185棟・床上浸水22,885棟・床下浸水46,342棟などとなった。また、被害総額は248億円にのぼった。

## 備考
2000年は、台風の日本への接近数が15個と比較的多かった割には、上陸した台風は1個もなかった。しかし、この台風を含め上陸こそしていなくとも本土に接近した多くの台風による影響は大きかった。